# Šarkan (okres Nové Zámky)
Šarkan (maď. Sárkány, Sárkányfalva) je obec na Slovensku v okrese Nové Zámky, mezi Novými Zámky a Štúrovem. Obec je součástí euroregiónu Ister Granum. Většina obyvatel je maďarské národnosti.

## Historie
Šarkan je poprvé písemně zmiňován v roce 1247 jako Sarkan. V 16. a 17. století bylo místo opakovaně ničeno tureckými útoky. V roce 1787 měla obec 49 domů a 249 obyvatel. V roce 1828 zde bylo 31 domů a 256 obyvatel zaměstnaných jako zemědělci a vinaři. Do roku 1918 bylo území obce součástí Uherska. V důsledku první vídeňské arbitráži bylo v letech 1938 až 1945 součástí Maďarska. V roce 1976 byla k Šarkanu přičleněna obec Diva.

## Stavby a pomníky
- Římskokatolický kostel Panny Marie z roku 1810
- Zvonice v osadě Diva
- Pieta z 2. poloviny 18. století (na hřbitově)
- Starý panský dvůr z roku 1827, který byl v roce 2014 přestavěn na hotel